# Epierus kraatzi
Epierus kraatzi är en skalbaggsart som beskrevs av Schmidt 1889. Epierus kraatzi ingår i släktet Epierus och familjen stumpbaggar. Inga underarter finns listade i Catalogue of Life.